# جيمس دونكان ديفيدسون
جيمس دونكان ديفيدسون (بالإنجليزية: James Duncan Davidson)‏ هو مطور برمجيات ومصور أمريكي، ولد في 29 يوليو 1970 في لوبوك في الولايات المتحدة.